# Наумовское сельское поселение (Томская область)
Нау́мовское се́льское поселе́ние — муниципальное образование в Томском районе Томской области Российской Федерации.
Административный центр — село Наумовка.

## История
Статус и границы сельского поселения установлены Законом Томской области от 12 ноября 2004 года № 241-ОЗ «О наделении статусом муниципального района, сельского поселения и установлении границ муниципальных образований на территории Томского района»

## Население
| 2008 | 2009 | 2010 | 2011 | 2012 | 2013 | 2014 | 2015 | 2016 |
| ---- | ---- | ---- | ---- | ---- | ---- | ---- | ---- | ---- |
| 740  | ↘739 | ↗746 | ↗748 | ↘725 | ↘722 | ↗726 | ↘707 | ↘703 |
| 2017 | 2018 | 2019 | 2020 | 2021 |      |      |      |      |
| ↘700 | ↘681 | ↘674 | ↘667 | ↗717 |      |      |      |      |

Численность резидентного населения в настоящее время составляет около 700…760 человек. 
К территории поселения также относятся массивы (посёлки) садово-коттеджных сезонных товариществ, созданных здесь томскими горожанами: СНТ «Спутник» (на речке Песочка), СНТ «Виленский», СНТ «Весна», СНТ «Синтез». 
Глава сельского поселения — Орлов Виктор Валерьевич (2017).

## Состав сельского поселения
| № | Населённый пункт | Тип населённого пункта       | Население |
| - | ---------------- | ---------------------------- | --------- |
| 1 | Бобровка         | деревня                      | ↗5        |
| 2 | Георгиевка       | деревня                      | ↗60       |
| 3 | Михайловка       | деревня                      | →1        |
| 4 | Надежда          | деревня                      | ↘86       |
| 5 | Наумовка         | село, административный центр | ↘504      |
| 6 | Петропавловка    | село                         | ↗61       |

### Упразднённые населённые пункты
- Гродненка  — упразднённая в 1972 году деревня.
- Мостовка — упразднённая в 1972 году деревня.
- Рогоженка — упразднённая в 1962 году деревня.

## Местное самоуправление
Глава сельского поселения и председатель Совета — Орлов Виктор Валерьевич.

## Экономика
На 2010 год на территории поселения было зарегистрировано 19 юридических лиц, из них 14 — принадлежащие частным собственникам. Основные направления деятельности — производство сельхозпродукции и пиломатериалов.

## Транспорт
Общая протяжённость автомобильных дорог — 22,9 км. Автобусное сообщение с Томском имеют два населённых пункта — с. Наумовка и д. Георгиевка.